# Hitmixes
Hitmixes è il secondo EP della cantautrice statunitense Lady Gaga, pubblicato il 25 agosto 2009 esclusivamente in Canada.

## Descrizione
Il disco contiene sette remix di brani provenienti dall'album di debutto della cantante, The Fame (2008), pubblicato solo in Canada dalla Universal Music Canada, e i suoi remix provengono da diversi musicisti, tra cui RedOne e Space Cowboy, i quali avevano lavorato precedentemente con la cantante.
L'EP contiene i remix dei quattro singoli dell'album di debutto della cantante pubblicati in Canada (Just Dance, Poker Face, LoveGame e Paparazzi), tutti e quattro aventi raggiunto almeno la terza posizione nella Billboard Canadian Hot 100, oltre alla title track dell'album The Fame. 
Il maggior produttore di Lady GaGa, RedOne, ha prodotto un remix di Just Dance per il disco; gli altri produttori sono Robots to Mars, Chew Fu, Space Cowboy, Moto Blanco e Guéna LG. I remix di Paparazzi di Moto Blanco e il remix di The Fame di Glam as You hanno influenze dagli anni ottanta, mentre il remix di LoveGame di Chew Fu Fix Ghettohouse e il remix di Space Cowboy di Poker Face si compongono da musica house con inserimento della musica trance e dei sintetizzatori. Il cantante rock Marilyn Manson e il rapper Kardinal Offishall contribuiscono all'EP come artisti partecipanti.

## Accoglienza
A causa della sua pubblicazione riservata prettamente al mercato canadese, Hitmixes non ha ricevuto molte critiche professionali, tuttavia, nella sua recensione il Calgary Herald ha scritto che i brani in esso contenuti «sono stati remixati in maniera artificiosa e degenerata». Dan Rankin de Blare Magazine diede all'EP tre stelle e mezzo su cinque, dicendo che i mix mostravano «diversi livelli di successo». Rankin ha lodato in particolare la voce di Kardinal Offishall sul remix di Just Dance fatto da RedOne e scrisse che questo pezzo e LoveGame (Chew Fu Ghettohouse Fix) fossero le migliori tracce dell'album. Hitmixes debuttò all'ottavo posto della classifica canadese facendo inoltre il suo risultato migliore. La settimana seguente è sceso al numero sedici, e ha trascorso la sua terza ed ultima settimana in classifica al numero ventidue.

## Tracce
Tracce e crediti forniti dal booklet dell'album.
1. LoveGame (feat. Marilyn Manson) (Chew Fu Ghettohouse Fix) – 5:20 (Lady Gaga, RedOne)
2. Poker Face (Space Cowboy Remix) – 4:53 (Lady Gaga, RedOne)
3. Just Dance (feat. Kardinal Offishall) (RedOne Remix) – 4:18 (Lady Gaga, RedOne, Aliaune Thiam)
4. Paparazzi (Moto Blanco Edit) – 4:06 (Lady Gaga, Rob Fusari)
5. The Fame (Glam as You Remix) – 3:57 (Lady Gaga, Martin Kierszenbaum)
6. Just Dance (Robots to Mars Remix) – 4:37 (Lady Gaga, RedOne, Thiam)
7. LoveGame (Robots to Mars Remix) – 3:12 (Lady Gaga, RedOne)

## Formazione
Crediti per Hitmixes da AllMusic:
- Akon - compositore
- John Cohen - tastiera
- Rob Fusari - compositore
- D. Harrison - programmatore, produttore, remix
- Vincent Herbert - produttore esecutivo, A&R
- Martin Kierszenbaum - compositore, remix, A&R
- Lady Gaga - compositrice

- Moto Blanco - programmatore, produttore, remix
- Robert Orton - missaggio
- Simon Paul - direttore artistico
- RedOne - compositore
- A. Smith - programmatore, produttore, remix
- Tony Ugval - ingegnere acustico

## Classifiche
| Classifica (2009) | Posizione massima |
| ----------------- | ----------------- |
| Canada            | 8                 |